# Ptochophyle sordida
Ptochophyle sordida là một loài bướm đêm trong họ Geometridae.